# Deutzen
Deutzen is een ortsteil van de Duitse gemeente Neukieritzsch in Saksen. Tot 1 juli 2014 was Deutzen een zelfstandige gemeente.